# Парусный спорт на летней Универсиаде 2011
Соревнования по парусному спорту на летней Универсиаде 2011 прошли с 16 по 21 августа 2011 года в Шэньчжэне (Китай), где было разыграно 8 комплектов наград.

## Общий медальный зачёт
| Место | Страна           | Золото | Серебро | Бронза | Всего |
| ----- | ---------------- | ------ | ------- | ------ | ----- |
| 1     | Китай            | 4      | 0       | 0      | 4     |
| 2     | Россия           | 2      | 0       | 2      | 4     |
| 3     | США              | 1      | 1       | 0      | 2     |
| 4     | Хорватия         | 1      | 0       | 0      | 1     |
| 5     | Бразилия         | 0      | 1       | 1      | 2     |
| 5     | Япония           | 0      | 1       | 1      | 2     |
| 5     | Польша           | 0      | 1       | 1      | 2     |
| 8     | Австралия        | 0      | 1       | 0      | 1     |
| 8     | Германия         | 0      | 1       | 0      | 1     |
| 8     | Сингапур         | 0      | 1       | 0      | 1     |
| 11    | Франция          | 0      | 0       | 1      | 1     |
| 11    | Республика Корея | 0      | 0       | 1      | 1     |
| Всего | Всего            | 8      | 7       | 7      | 22    |

## Мужчины
| Дисциплина                               | Золото                              | Серебро                             | Бронза                                  |
| ---------------------------------------- | ----------------------------------- | ----------------------------------- | --------------------------------------- |
| Класс «470» Отчёт (недоступная ссылка)   | Россия Владимир Чаус Денис Грибанов | Бразилия Фабио Сильва Густаво Тисен | Япония Эрика Токусигэ Дзюмпэй Хокадзоно |
| Класс «RS:X» Отчёт (недоступная ссылка)  | Фан Чжэннань КНР                    | Лукаш Гродзицкий Польша             | Ли Тхэхун Южная Корея                   |
| Класс «Лазер» Отчёт (недоступная ссылка) | Даниэль Михелич Хорватия            | Мальте Камрат Германия              | Сергей Комиссаров Россия                |

## Женщины
| Дисциплина                                      | Золото           | Серебро                         | Бронза                    |
| ----------------------------------------------- | ---------------- | ------------------------------- | ------------------------- |
| Класс «RS:X» Отчёт (недоступная ссылка)         | Чэнь Пэйна КНР   | Мэгуми Коминэ Япония            | Малгожата Бялецкая Польша |
| Класс «Лазер-радиал» Отчёт (недоступная ссылка) | Чжан Дуншуан КНР | Виктория Цзин Хуа Чань Сингапур | Евгения Кузнецова Россия  |

## Командные соревнования
| Дисциплина                                      | Золото                                                              | Серебро         | Бронза          |
| ----------------------------------------------- | ------------------------------------------------------------------- | --------------- | --------------- |
| Класс «470» Отчёт (недоступная ссылка)          | Россия Владимир Чаус Денис Грибанов Алиса Кирилюк Людмила Дмитриева | США             | Бразилия        |
| Класс «Техно-293» Отчёт (недоступная ссылка)    | Китай                                                               | Не присуждалась | Не присуждалась |
| Класс «Лазер-радиал» Отчёт (недоступная ссылка) | США                                                                 | Австралия       | Франция         |

## Ссылка
- Соревнования по парусному спорту на сайте Универсиады 2011  (англ.)